# Tartarocyon
Tartarocyon ist eine Gattung aus der ausgestorbenen Familie der Amphicyonidae, welche ursprüngliche Vertreter der Raubtiere repräsentieren. Sie trat im Mittleren Miozän vor 12,8 bis 12,0 Millionen Jahren auf. Nachgewiesen ist sie bisher lediglich über einen Unterkieferast, der im südwestlichen Frankreich gefunden wurde. Anhand dieses Fossilrestes kann auf einen sehr großen Angehörigen der Gruppe geschlossen werden. Seine Gebissstruktur mit niedrigen Vormahlzähnen in nicht geschlossener Anordnung führt zu der Annahme, dass die Tiere auf das Aufbrechen von Knochen spezialisiert waren. Die Gattung wurde im Jahr 2022 wissenschaftlich benannt. Es ist eine Art anerkannt.

## Beschreibung

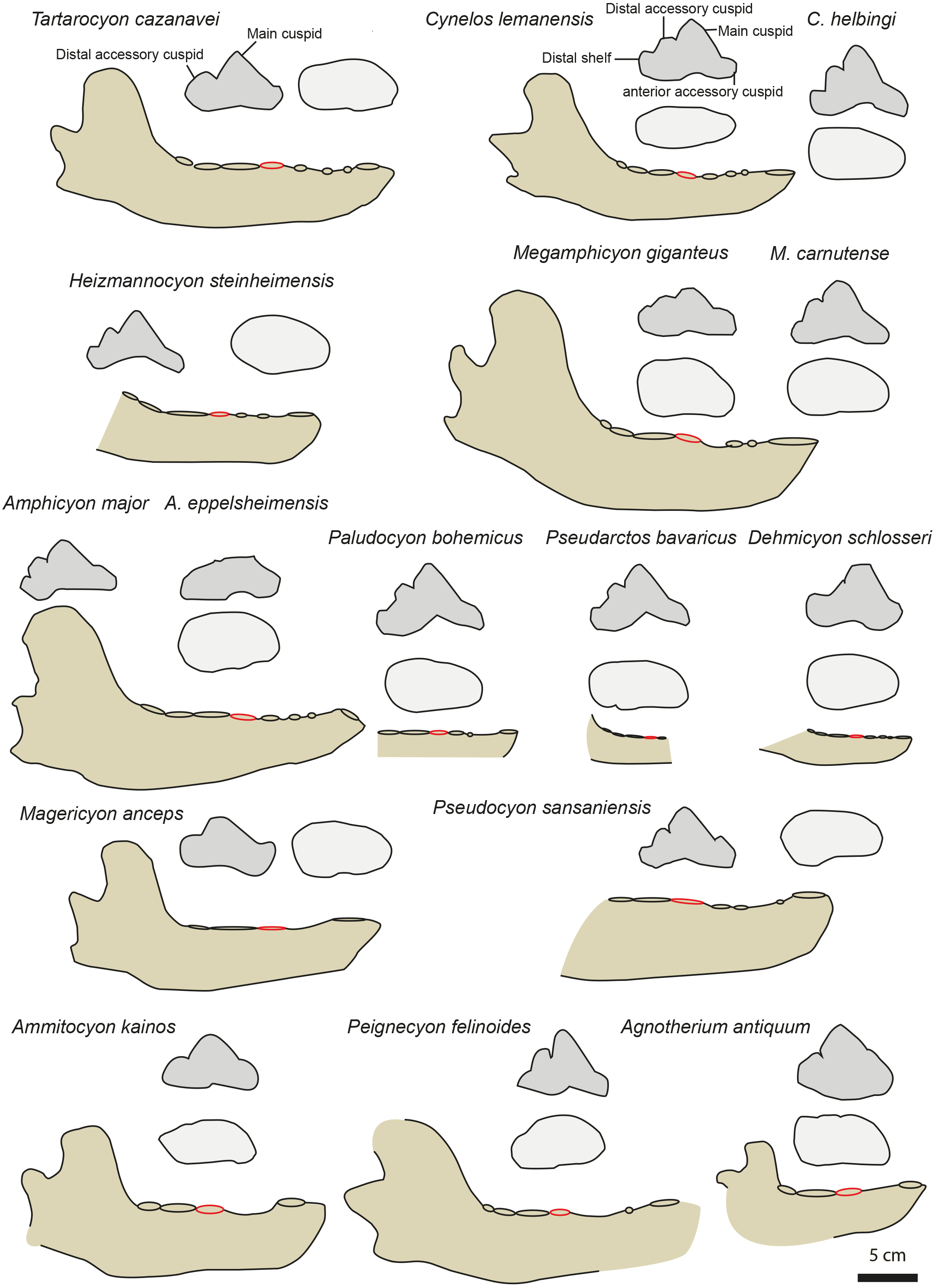
Vergleich verschiedener Unterkiefer einiger Amphicyonidae mit Markierung der Position des vierten Prämolars

Tartarocyon ist ein großer Vertreter der Amphicyonidae. Bisher liegt jedoch nur ein rechter Unterkiefer vor. Dieser war langgestreckt mit einem niedrigen horizontalen Knochenkörper, dessen Unterkante relativ gerade verlief, im hinteren Abschnitt jedoch aufwärts schwang. Seine Höhe nahm von vorn nach hinten leicht zu. Die Symphyse am vorderen Ende war hoch sowie gerade orientiert und reichte bis zum zweiten Prämolar. Das Foramen mentale lag zwischen diesem und dem ersten Prämolar. Der Kronenfortsatz lehnte sich schräg in einem Winkel von 50° bezogen auf die Zahnebene zurück. Sein oberer Rand war gerundet, der hintere führte senkrecht abwärts. Der Gelenkfortsatz befand sich auf Höhe der Zahnebene und wies eine zylindrische Form auf. Der Winkelfortsatz am hinteren Ende war kurz, aber kräftig.
Das untere Gebiss war vollständig mit drei Schneidezähnen, einem Eckzahn, vier Prämolaren und drei Molaren ausgebildet. In diesem Aspekt stimmte Tartarocyon mit Cynelos und Amphicyon überein, unterschied sich aber von Magericyon, Ammitocyon oder Agnotherium, bei denen sich einzelne Vormahlzähne oder Mahlzähne zurückgebildet hatten. Erhalten sind bei Tartarocyon allerdings lediglich die letzten drei Prämolaren. Gemäß der ausgebildeten Alveolen war der äußere Schneidezahn am größten. Die Wurzel des ovalen und massiven Eckzahns reichte bis zum dritten Prämolaren. Den Eckzahn und die einzelnen Prämolaren trennten lange Diastemata voneinander ab. Die drei erhaltenen Prämolaren waren niedrig, allerdings typischerweise mit einem Haupthöcker ausgestattet. Am zweiten und dritten Prämolar zeigte dieser eine etwas asymmetrische Gestalt. Hinter dem Haupthöcker folgte ein kleiner Nebenhöcker, der am vierten Vormahlzahn am stärksten war und markant separat stand. Die niedrige Gestalt der Prämolaren zeigt Ähnlichkeiten zu Cynelos und Amphicyon, bei denen aber die Ausbildung von Nebenhöckern variiert. Sie weicht aber von Haplocyon oder Gobicyon mit ihren hohen, kurzen Zähnen ab, wobei bei ersterem zudem der Nebenhöcker reduziert ist und keine Zahnlücken auftreten. Die Länge der Prämolarenreihe betrug 7,0 cm, jene der Molaren 7,9 cm.

## Fossilfunde
Der bisher einzige bekannte Fossilfund von Tartarocyon stammt aus Sallespisse im südwestfranzösischen Département Pyrénées-Atlantiques. Dort wurde er an der Basis von detritusreichen Ablagerungen gefunden, die wiederum von tonigen Schichten überdeckt werden. Die Sedimente gehen auf eine ehemalige Meeresbucht zurück. Der Detritus wird aus Mollusken, Ostrakoden und Foraminiferen gebildet. Biostratigraphischen Untersuchungen zufolge ereignete sich der Meereseinbruch während des Serravalliums vor rund 14 bis 12 Millionen Jahren und somit im Mittleren Miozän. Enger eingegrenzt lassen sich die Meeresablagerungen auf den Zeitraum von vor 12,8 bis 12,0 Millionen Jahren datieren. Gemeinsam mit dem Unterkiefer von Tartarocyon wurden auch Reste eines Wiederkäuers und von Walen geborgen.

## Paläobiologie

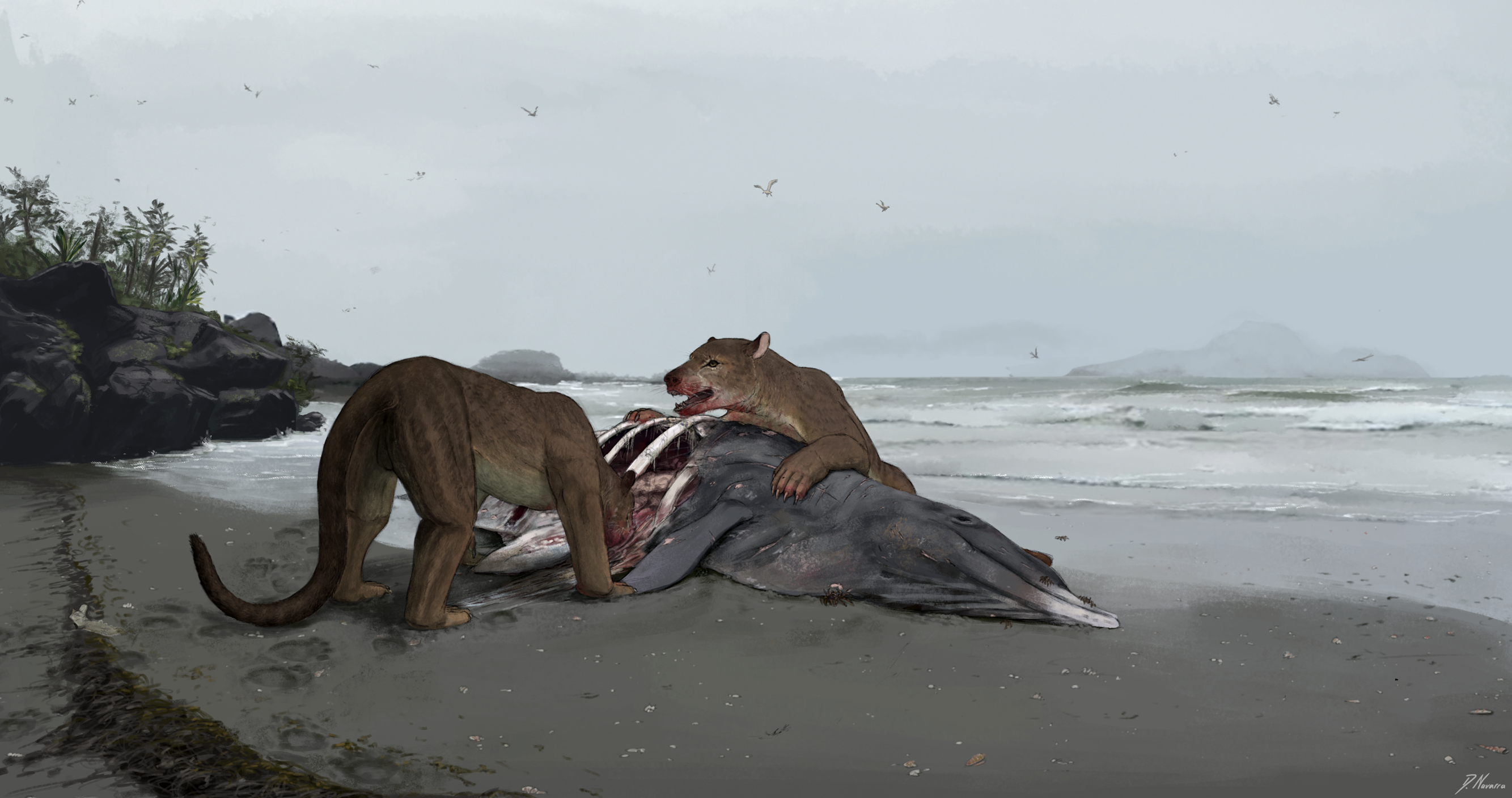
Lebendrekonstruktion von Tartarocyon

Anhand der Größe der Alveole des ersten Mahlzahns kann für Tartarocyon auf ein Körpergewicht von 194 kg geschlossen werden. Die Gattung gehört damit zu den größten bekannten Formen der Amphicyonidae und wird lediglich von einigen Vertretern von Amphicyon, Megamphicyon oder Magericyon beziehungsweise von Amphicyonopsis übertroffen. Das Vorkommen von drei Molarpositionen am Unterkiefer ebenso wie aller Prämolaren in zudem nicht geschlossener Reihe spricht gegen eine hypercarnivore Ernährungsweise, bei der die Nahrung zu über 70 % aus anderen Wirbeltieren besteht. Es finden sich im Gebissbau vielmehr Eigenschaften, die typisch für mesocarnivore Beutegreifer mit zusätzlicher Befähigung zum Brechen/Zermalmen von Knochen sind, ähnlich wie es auch für Amphicyon und  Megamphicyon angedacht ist. Als mesocarnivor werden Raubtiere bezeichnet, die neben Fleisch auch einen bestimmten Anteil an Pflanzen und Wirbellosen aufnehmen.

## Systematik
Tartarocyon ist eine Gattung aus der Familie der Amphicyonidae. Diese ausgestorbene Gruppe schließt basale Vertreter der Ordnung der Raubtiere (Carnivora) ein. Sie werden aufgrund einer Mischung von Merkmalen, die den späteren Hunden (Canidae) oder Bären (Ursidae) ähneln, im Deutschen auch „Bärenhunde“ genannt. Die genauen Verwandtschaftsverhältnisse ließen sich bisher nicht eindeutig klären. Aus forschungsgeschichtlicher Sicht bestanden wahlweise engere Beziehungen mit einer der beiden genannten Gruppen. Heute werden sie weitgehend innerhalb des übergeordneten Taxons der Hundeartigen (Caniformia) geführt, welchen neben den Hunden und Bären auch die Robben (Pinnipedia) und Marderverwandten (Musteloidea) angehören. Die Amphicyonidae sind erstmals im Verlauf des Mittleren Eozäns vor rund 42 Millionen Jahren in Nordamerika nachweisbar. Europa erreichten sie vermutlich im Oberen Eozän, wobei die Einwanderung wahrscheinlich über das heutige Asien erfolgte. Der Fossilbericht der Amphicyonidae jener Zeit dort ist aber spärlich. Die phylogenetische Position von Tartarocyon kann nur wage angegeben werden, was in dem bisherigen Fehlen von Mahlzähnen im Fundmaterial begründet ist. Der Bau der Prämolaren schließt jedoch eine Zugehörigkeit zu den Unterfamilien der Haplocyoninae und Thaumastocyoninae aus. Vielmehr können nach bisherigem Stand ähnliche morphologische Eigenschaften zu Cynelos und Amphicyon aufgezeigt werden, die beide der Unterfamilie der Amphicyoninae zugehören. Diese wird aber als paraphyletisch aufgefasst. Bezogen auf die morphologische und zeitliche Nähe zu Amphycyon wäre innerhalb der Unterfamilie eine Zuweisung zur besser umrissenen Tribus der Amphicyonini zu erwägen. Die Amphicyonidae als gesamte Gruppe starben im Verlauf des Oberen Miozäns aus, was möglicherweise mit der Mittel-Valesium-Krise, einem markanten Kälteeinbruch vor rund 10 Millionen Jahren, im Zusammenhang steht.
Die wissenschaftliche Erstbeschreibung von Tartarocyon erstellte ein Forscherteam um Floréal Solé im Jahr 2022. Sie basiert auf dem rechten Unterkieferast aus Sallespisse im südwestlichen Frankreich (Exemplarnummer MHNBx2020.20.1). Der Gattungsname bezieht sich einerseits auf „Tartaro“ oder „Tartalo“, einem menschenfressenden, einäugigen, kyklopenähnlichen Riesen der basische Mythologie, andererseits auf das griechische Wort κύων (cyon) für „Hund“. Gemeinsam mit der Gattung wurde die Art T. cazanavei eingeführt. Das Artepitheton ehrt Alain Cazanave, den Eigentümer der Fundlokalität, der die wissenschaftlichen Untersuchungen vor Ort unterstützte.